# Anton Koberger

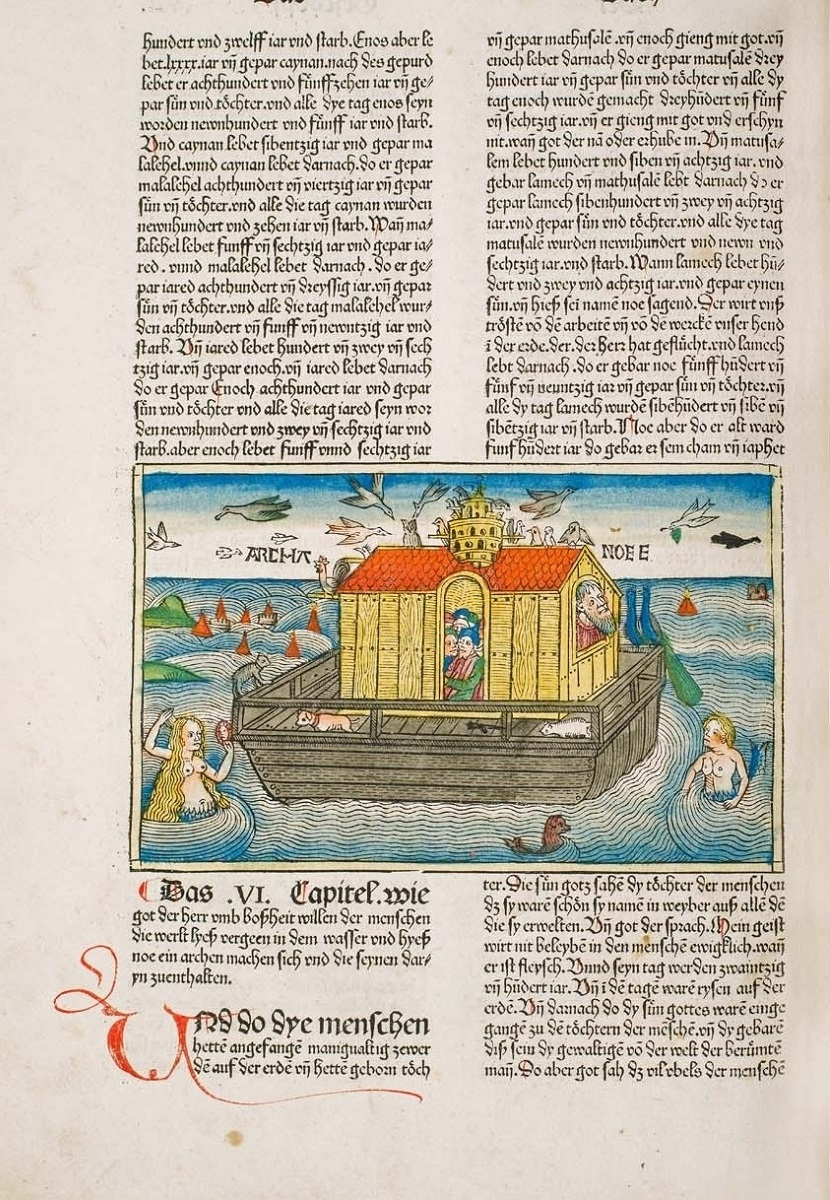
Biblia Germanica (1483),
Księga Rodzaju rozdz. 6 – Arka Noego

Anton Koberger, także Koburger, Coberger, Coburger (ur. między 1440 a 1445, zmarł 3 października 1513) – początkowo złotnik, później drukarz i księgarz norymberski. 

## Życiorys
Urodził się w zamożnej rodzinie piekarzy. Na listę mieszczan norymberskich został wpisany w 1464 roku. W 1470 ożenił się z Ursulą Ingram, a po jej śmierci, ponownie wziął ślub w 1491 z Margarete Holzschuher. Obie żony pochodziły z rodzin należących do patrycjatu miejskiego. Z obu małżeństw miał 25 dzieci z czego do wieku dorosłego dożyło 13 z nich. W 1488 roku Koberger został członkiem patrycjatu miejskiego i wszedł w skład rady miejskiej.
W 1470 roku zrezygnował ze złotnictwa i jako drugi w Norymberdze założył własną drukarnię. Od początku starał się drukować utwory poczytne i w dużych nakładach – pozwalało to obniżyć koszty własne i osiągać znaczne zyski. W latach 90. był już liczącym się w branży przedsiębiorcą (w tym czasie w Norymberdze działało ponad 100 drukarni), posiadał 24 prasy drukarskie i zatrudniał około stu różnych specjalności pracowników: drukarzy, składaczy, iluminatorów i introligatorów a także buchalterów i przedstawicieli handlowych. W szczytowym okresie działalności wydawniczej, na potrzeby swojej drukarni utrzymywał dwa młyny papiernicze.
Poza Niemcami miał 10 własnych filii drukarskich a dodatkowo, zwłaszcza po 1504 r. zajmował się dystrybucją książek w Polsce, Austrii, Francji i Włoszech. Brał udział w targach książki w Lipsku i Frankfurcie. W siedmiu głównych miastach Europy posiadał własne kanały dystrybucji książek. Jego drukarnia stała się największą do końca XV wieku. Od 1477 wydał co najmniej 15 edycji Biblia Latina lecz tylko jedną edycję w języku niemieckim – Biblia Germanica z 1483. Po jego śmierci, oficyna przetrwała tylko do 1526 roku.

## Wydane publikacje
W oficynie drukarskiej Kobergera powstało wiele cenionych dzisiaj inkunabułów:
- od 1475 wydał 15 edycji Biblia Latina, niektóre były ilustrowane
- w 1483 wydał Biblię Germanica, niemiecki przekład Pisma Świętego, ilustrowany 109 drzeworytami, w nakładzie 1500 egzemplarzy (jeden z egzemplarzy znajduje się w Polsce w Bibliotece Tschammera)[2]
- w 1493 wydał Kronikę świata Hartmanna Schedla
- w 1498 wydał Apokalipsę z ilustracjami przygotowanymi przez swego chrześniaka Dürera, na jego zmówienie i pod jego bezpośrednią kontrolą.